# Axtell (Nebraska)
Axtell je selo u američkoj saveznoj državi Nebraska. Prema popisu stanovništva iz 2010. u njemu je živjelo 726 stanovnika.